# Дера Исмаил Хан
Дера Исмаил Хан (урд. ڈیرہ اسما عیل خان) је град у Пакистану у покрајини Хајбер-Пахтунва. Према процени из 2006. у граду је живело 102.999 становника.

## Становништво
Према процени, у граду је 2006. живело 102.999 становника.
| 1981.  | 1998.  | 2006.   |
| ------ | ------ | ------- |
| 64.358 | 90.357 | 102.999 |